# Siniávino
 Siniávino (em russo:  Синя́вино) é um assentamento urbano no distrito de Kirovski, na região de Leningrado, na Rússia. 
Está localizado a vários quilômetros da costa sul do Lago Ladoga, a 58 km a leste de São Petersburgo e a 8 km a leste de Kirovsk. Oficialmente, na estrutura da divisão política russa Siniávino é referido como o Assentamento Urbano Siniávinskoie, um dos oito assentamentos urbanos no distrito. Em 2010, sua população era 3.784. 

## História
O selo de Siniávino foi fundado no início do século XVIII, quando Pedro, o Grande seu as terras da região a seu oficial militar Naum Seniávin.  
A aldeia foi destruída, mas seu nome foi transferido na década de 1920 para um assentamento próximo que servia uma operação de produção de turfa. Esse novo assentamento de Siniavino estava localizado no Uiezd Leningradski da Província de Leningrado.
Em agosto  de 1927 os uiezds e províncias foram abolidos, e Siniávino passou a fazer parte do Okrug de Leningrado do Oblast de Leningrado. Em 20 de abril   de 1930 Siniávino foi reconhecida como um assentamento de tipo urbano. Em julho   de 1930, os okrugs foram abolidos também, e os distritos foram subordinados diretamente ao oblast. O centro administrativo do distrito foi transferido para Putilovo, e o distrito rebatizado Putilovski. Em 20 de janeiro de 1931, o centro do distrito foi transferido de volta para Mga, e o distrito foi rebatizado como Mginski. Durante a Segunda Guerra Mundial, Siniávino foi ocupado por tropas alemãs.  Em 1942, Siniávino tornou-se o ponto central da ofensiva de Siniávino, uma operação militar do exército soviético com o propósito de aliviar o cerco a Leningrado. 
Em dezembro   9, 1960, o Distrito Mginski foi abolido e dividido entre Volkhovski e Tosnenski. Siniávino foi transferido para o distrito de Tosnenski.

## Economia

### Atividade
A economia de Siniávino é baseada na produção de alimentos.

### Transporte
A rodovia M18, que liga São Petersburgo e Murmansk, atravessa Siniávino. Há conexões de ônibus com São Petersburgo e Kirovsk. 
No início do século XIX, foi construído um sistema de canais ao longo do Lago Ladoga, que na época faziam parte do Sistema de Água Mariinski, ligando os rios Neva e Volga. Em particular, o Novo Canal Ladoga conecta o Volkhov e o Neva, e substituiu o velho Canal Ladoga, construído por Pedro, o Grande. Os canais coletivamente são conhecidos como o Canal Ladoga. Ambos os canais correm ao longo da costa sul do Lago Ladoga, ao norte de Siniávino. 

## Cultura e recreação
Siniávino possui dois monumentos afetados como patrimônio cultural e histórico de importância local.  Ambos os monumentos comemoram os eventos da Segunda Guerra Mundial. 